# Nastro adesivo telato

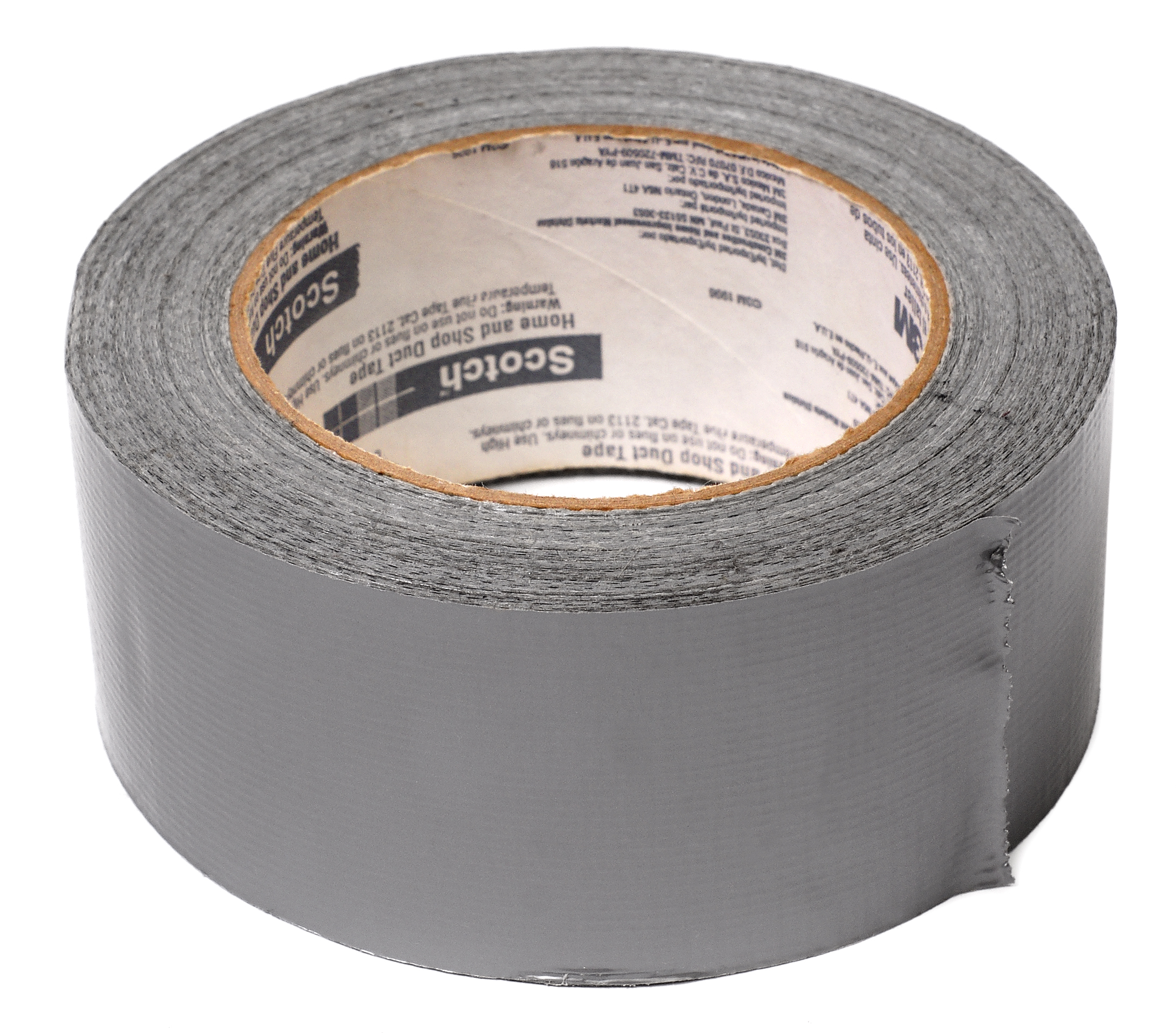
Nastro telato, il cui colore argentato è dovuto alla pigmentazione con polvere di alluminio.

Il nastro adesivo telato (noto anche come nastro adesivo americano o con i nomi inglesi duct tape o duck tape) è un tipo di nastro adesivo applicato a pressione, particolarmente resistente in quanto munito di un rinforzo di tessuto e tipicamente reso impermeabile da un rivestimento di polietilene. Esistono diverse tipologie di nastro telato, anche a seconda del diverso tipo di tela impiegata, spesso progettate per differenti applicazioni, tra le quali il gaffer tape, facilmente rimovibile, o il nastro resistente alle alte temperature, adatto per l'applicazione in impianti di ventilazione e riscaldamento. Il nastro è tipicamente di colore grigio alluminio, anche se viene prodotto in una varietà di colori.
Il nastro telato venne sviluppato durante la seconda guerra mondiale dalla Revolite (all'epoca una divisione di Johnson & Johnson), impiegando un adesivo a base di gomma su una base di tela duck, in modo che fosse durevole e resistente all'acqua, e venne impiegato per sigillare i contenitori delle munizioni durante il conflitto.

## Storia
Il nastro adesivo telato deriva dal duck tape, termine che in inglese indicava in passato un materiale composto da strisce di tela di cotone a trama fitta (chiamata duck, che deriva dall'olandese doek) che a differenza del moderno nastro telato non erano munite di un proprio adesivo, e venivano usate in vari contesti, per rinforzare o decorare abiti e scarpe, o per avvolgere i cavi d'acciaio o le condotture elettriche, proteggendole dalla corrosione o dall'usura. Ad esempio, i cavi d'acciaio che sostengono il Ponte di Brooklyn erano stati originariamente coperti di olio di lino e poi avvolti in strisce di cotone prima di essere collocati in posa nel 1902.
Negli anni 1910, alcuni tipi di stivali e scarpe usavano tela di cotone duck per la tomaia o la soletta, e spesso il duck tape veniva usato come rinforzo. Nel 1936 la statunitense Insulated Power Cables Engineers Association specificò che un avvolgimento di duck tape era uno dei vari metodi usati per la protezione di cavi elettrici con isolamento in gomma. Nel 1942 i grandi magazzini Gimbel's vendevano veneziane le cui lamelle orizzontali erano tenute insieme da strisce verticali di duck tape.
Il nastro adesivo venne introdotto intorno agli anni 1910, e tra le varie tipologie era in uso della tela adesiva. Negli ospedali si usava, per fasciare le ferite, del nastro telato bianco realizzato con della tela intrisa di gomma e ossido di zinco, e in caso di emergenza poteva essere sostituito con nastro da elettricista. Nel 1930 la rivista Popular Mechanics spiegò in un articolo come preparare in casa il nastro telato, usando panni di cotone imbevuti in una miscela di resina e gomma di camera d'aria, liquefatta col calore.
Nel 1923 Richard Gurley Drew, che lavorava alla 3M, inventò la carta gommata, che nel 1925 è divenuta parte del brand Scotch. Nel 1930 Drew ideò un nastro trasparente realizzato in cellophane, chiamato Scotch Tape, che con l'inizio della grande depressione conobbe una grande diffusione, impiegato per la riparazione di oggetti domestici. Secondo Scott Berkun il nastro adesivo telato deriva probabilmente da tali prodotti di successo della 3M, anche se nessuna delle invenzioni di Drew era basata sulla tela di cotone.
L'idea alla base di quello che sarebbe diventato il nastro telato è dovuta a Vesta Stoudt, operaia di fabbrica e madre di due marinai della U.S. Navy, che nel 1943 scrisse al presidente Franklin Delano Roosevelt per proporre un nastro telato da lei testato in fabbrica con il quale le casse di munizioni potevano essere sigillate facilmente, facendo risparmiare tempo prezioso in battaglia. La lettera venne inoltrata al War Production Board, che mise all'opera la Johnson & Johnson per la produzione. La divisione Revolite si occupava già dal 1927 della produzione di strisce adesive di tela duck per uso medico, e il nuovo nastro tagliabile con le mani senza l'uso di forbici venne progettato da un team guidato da Johnny Denoye (della Revolite) e Bill Gross (della Johnson & Johnson).
Il loro prodotto, ancora senza un nome specifico, era realizzato con un sottile strato di tela di cotone duck, impermeabilizzata da un rivestimento di polietilene e con uno strato di adesivo a base di gomma. Era facile da applicare e rimuovere e, grazie alla sua resistenza, venne subito impiegato per effettuare riparazioni di fortuna di equipaggiamenti militari, veicoli e armi. Tale nastro era prodotto nel tradizionale colore militare oliva, e venne soprannominato dai soldati "duck tape". Dietro l'origine del soprannome vi sono diverse ipotesi, tra le quali il nome della tela duck dalla quale deriva, l'impermeabilità analoga a quella del manto di un'anatra (duck in inglese), o il veicolo anfibio DUKW (pronunciato come duck).
Dopo la guerra il nastro adesivo telato si è diffuso nei negozi di ferramenta, commercializzato per le riparazioni domestiche. I diritti sulla produzione del nastro vennero acquisiti nel 1950 dalla Melvin A. Anderson Company, con sede a Cleveland. Divenne quindi di uso comune in edilizia, per avvolgere i condotti di aerazione, e da questa applicazione deriva negli anni 1950 il nome con cui il nastro è principalmente noto nei paesi anglofoni, ovvero "duct tape" (nastro da condotto), e da cui deriva anche il colore argentato impiegato dai produttori, analogo al colore dei condotti d'aerazione metallici. Vennero quindi introdotte varianti del nastro resistenti alle alte o basse temperature, per l'applicazione su condotti di riscaldamento oppure di raffreddamento. Nel 1960 la Albert Arno, Inc., ditta produttrice di impianti d'aerazione con sede a Saint Louis, ha registrato il marchio "Ductape" per il suo nastro telato resistente a temperature di 180-200 °C.
Nel 1971 Jack Kahl acquistò la Anderson, ridenominata Manco. Nel 1975 Kahl ha riutilizzato il marchio per il nastro telato prodotto dalla sua società, e poiché il termine generico duck tape era caduto in disuso, riuscì a registrare il marchio "Duck Tape", commercializzando il prodotto con un logo ritraente una papera. Nel 1979 il marketing del prodotto previde l'invio di volantini quattro volte l'anno, a 32 000 produttori di ferramenta, e l'intensa campagna commerciale portò la Manco a controllare il 40% del mercato del nastro telato negli Stati Uniti, partendo da una quota di mercato prossima allo zero.
La 3M, già produttrice del nastro adesivo Scotch negli anni 1930, produsse articoli per uso militare per il secondo conflitto mondiale e nel 1946 sviluppò il primo nastro isolante elettrico in vinile. Nel 1977 la società mise in commercio un nastro telato resistente al calore, per l'uso nei condotti degli impianti di riscaldamento, e verso la fine degli anni 1990 la divisione della 3M che produceva nastro telato aveva un volume di vendite di 300 milioni di USD, leader negli Stati Uniti. Nel 2004 la 3M mise in commercio un nastro telato trasparente.

## Produzione
Il nastro adesivo telato moderno è realizzato con una qualsiasi varietà di tessuto dall'armatura non fitta, che fornisce la resistenza. Si impiegano fibre di cotone, poliestere, nylon, rayon o fibra di vetro. Il tessuto è laminato sul lato esterno con un rivestimento di polietilene a bassa densità (LDPE), che lo rende impermeabile, e il cui colore dipende dalla pigmentazione impiegata: tipicamente si produce di colore grigio, ottenuto usando polvere d'alluminio. Le due misure più comuni per la larghezza sono 1,9 in (48 mm) e 2 in (51 mm), ma anche altre misure vengono commercializzate. Il più grande rotolo di nastro telato è stato prodotto nel 2005 per la Henkel, con una larghezza di 3,78 pollici (9,6 cm), un diametro del rotolo di 64 pollici (160 cm) e un peso di 650 libbre (290 kg).

## Impiego

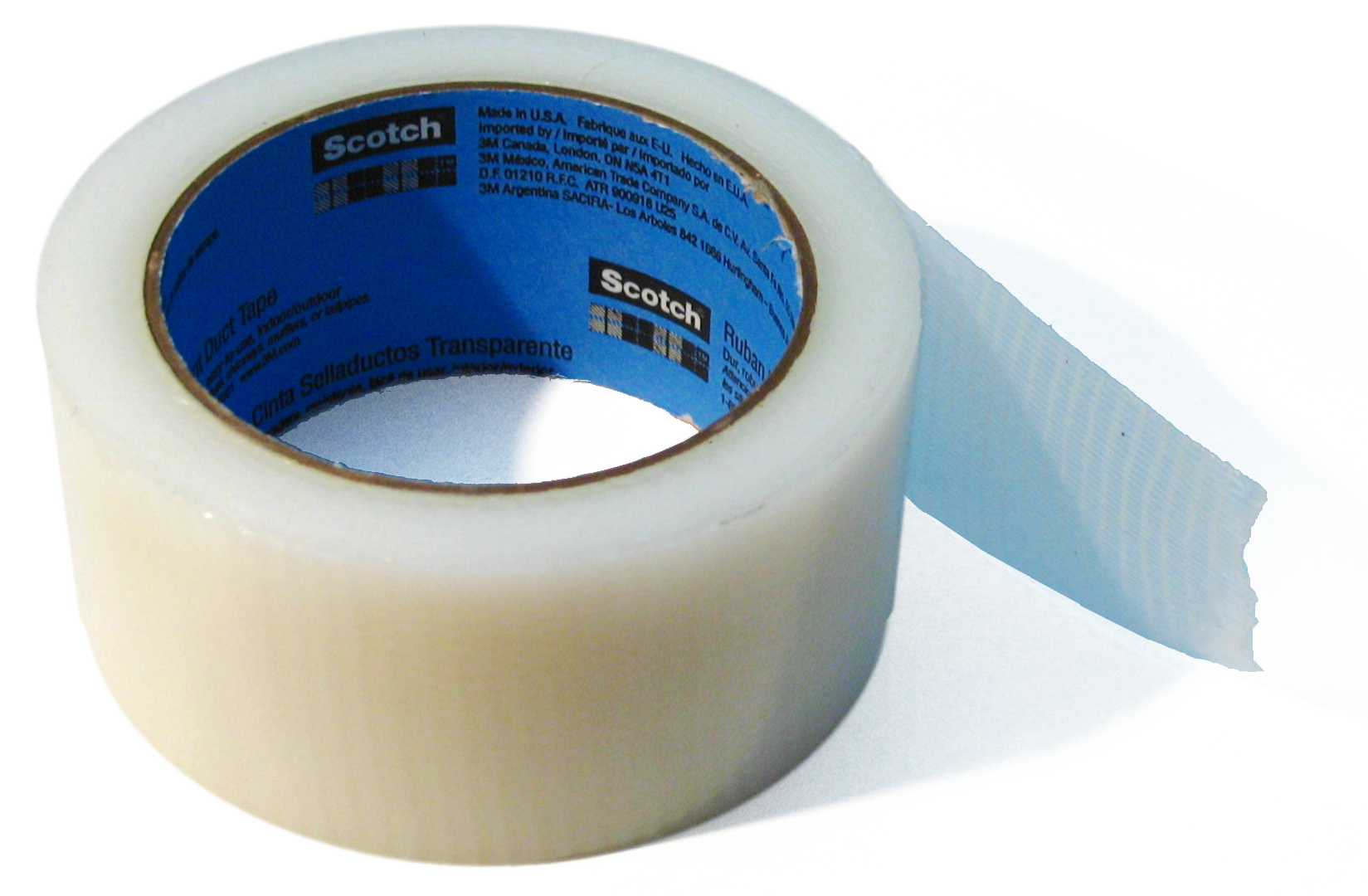
Nastro adesivo telato trasparente.

Il nastro adesivo telato viene comunemente usato in situazioni che richiedono un adesivo forte e flessibile. Una variante è il gaffer tape, che non lascia residui di colla ed è comunemente impiegato dai tecnici delle luci nell'industria cinematografica e televisiva. Viene impiegato anche nel motociclismo per riparazioni varie, tra cui quelle alla carena delle moto (per le quali viene prodotto in diversi colori, che si adattino alla vernice del veicolo).

### Condotti d'aerazione
Per sigillare i condotti d'aerazione e di riscaldamento tipicamente non viene impiegato del comune nastro telato, ma si impiegano nastri telati progettati e testati allo scopo. Una ricerca sulla tenuta dei vari ripi di nastro adesivo condotta dal Lawrence Berkeley National Laboratory Environmental Energy Technologies Division mostra che il comune nastro telato, in condizioni ambientali critiche ma realistiche, diventa friabile e tende a cedere.
I tipi di nastro telato che non riportano certificazioni specifiche (come UL o Proposition 65) potrebbero bruciare violentemente e produrre fumi tossici, essere tossici per ingestione o contatto, possono avere resistenza meccanica irregolare e un tempo di vita variabile. L'uso di simili prodotti nel settore degli impianti d'aerazione è proibito per legge in alcuni stati, ad esempio in California.

### Astronautica

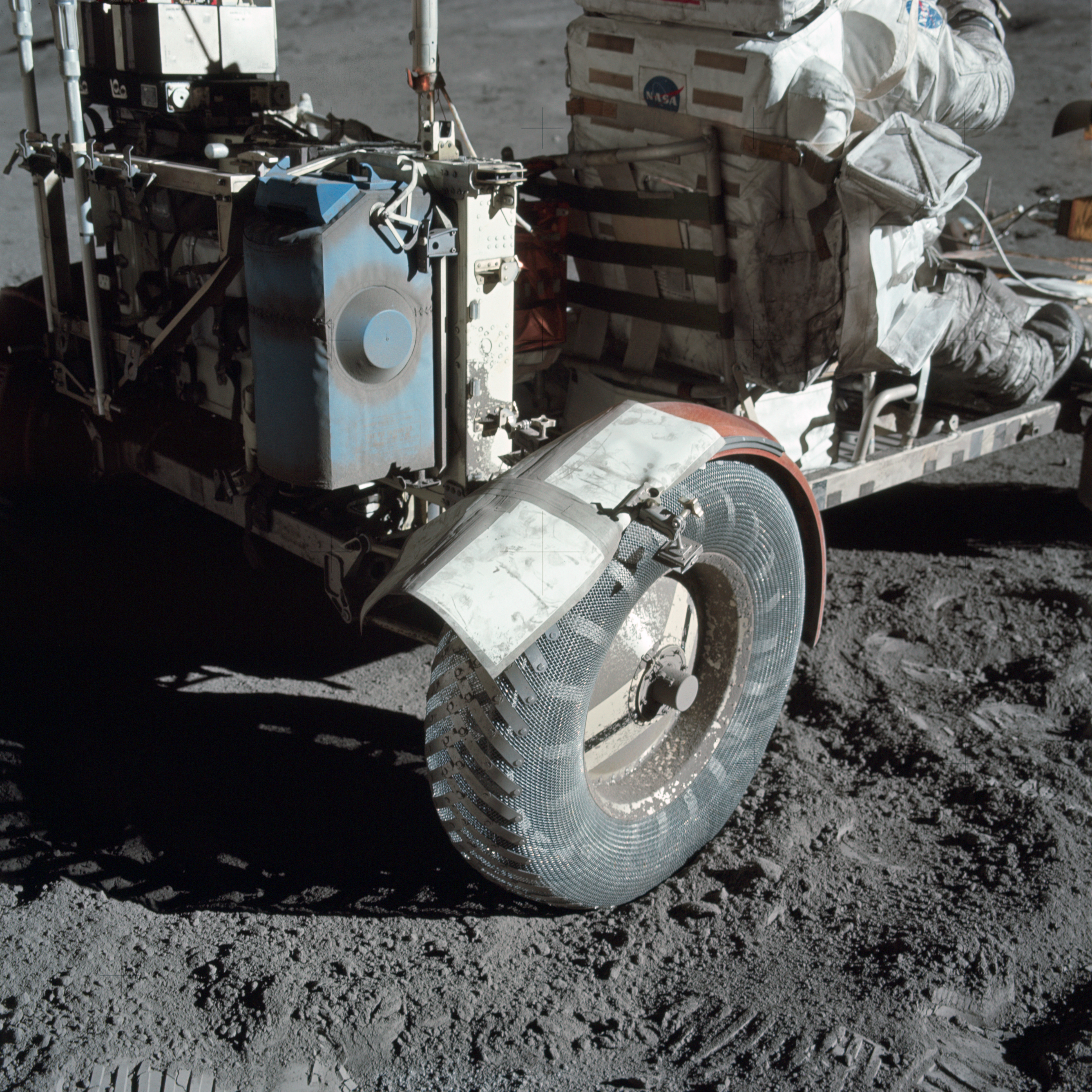
Estensione del parafango improvvisata con del nastro adesivo telato sull'Apollo 17.

Secondo quanto affermato da Jerry Woodfill, ingegnere della NASA, tutte le missioni a partire dal programma Gemini portavano a bordo del nastro telato.
Il nastro è stato impiegato da ingegneri e astronauti in varie situazioni, anche di emergenza, come nel 1970, quando i filtri per l'anidride carbonica a bordo del modulo di comando dell'Apollo 13 sono stati riadattati per essere usati sul modulo lunare, usato dagli astronauti come veicolo di emergenza dopo l'incidente avvenuto durante la missione. Gli astronauti hanno seguito le indicazioni del personale a terra per la riparazione, che ha salvato le loro vite. Ed Smylie, che ha preparato la modifica in soli due giorni, affermò di aver ritenuto che il problema fosse risolvibile quando gli era stato confermato che gli astronauti avevano del nastro adesivo telato a disposizione.
Il nastro telato è stato usato anche nella missione Apollo 17 per riparare il parafango del rover lunare, evitando pericolosi schizzi di polvere durante la guida.

### Militare
Nei sottomarini statunitensi si usa un tipo di nastro telato chiamato EB Green, in quanto usato dalla General Dynamics Electric Boat e di colore verde. È anche soprannominato riggers' tape, hurricane tape o 100-mph tape, in quanto una varietà del nastro era pensata per resistere a venti fino a 100 miglia all'ora (160 km/h), ed era usato nella guerra del Vietnam per bilanciare le pale degli elicotteri.

### Usi alternativi

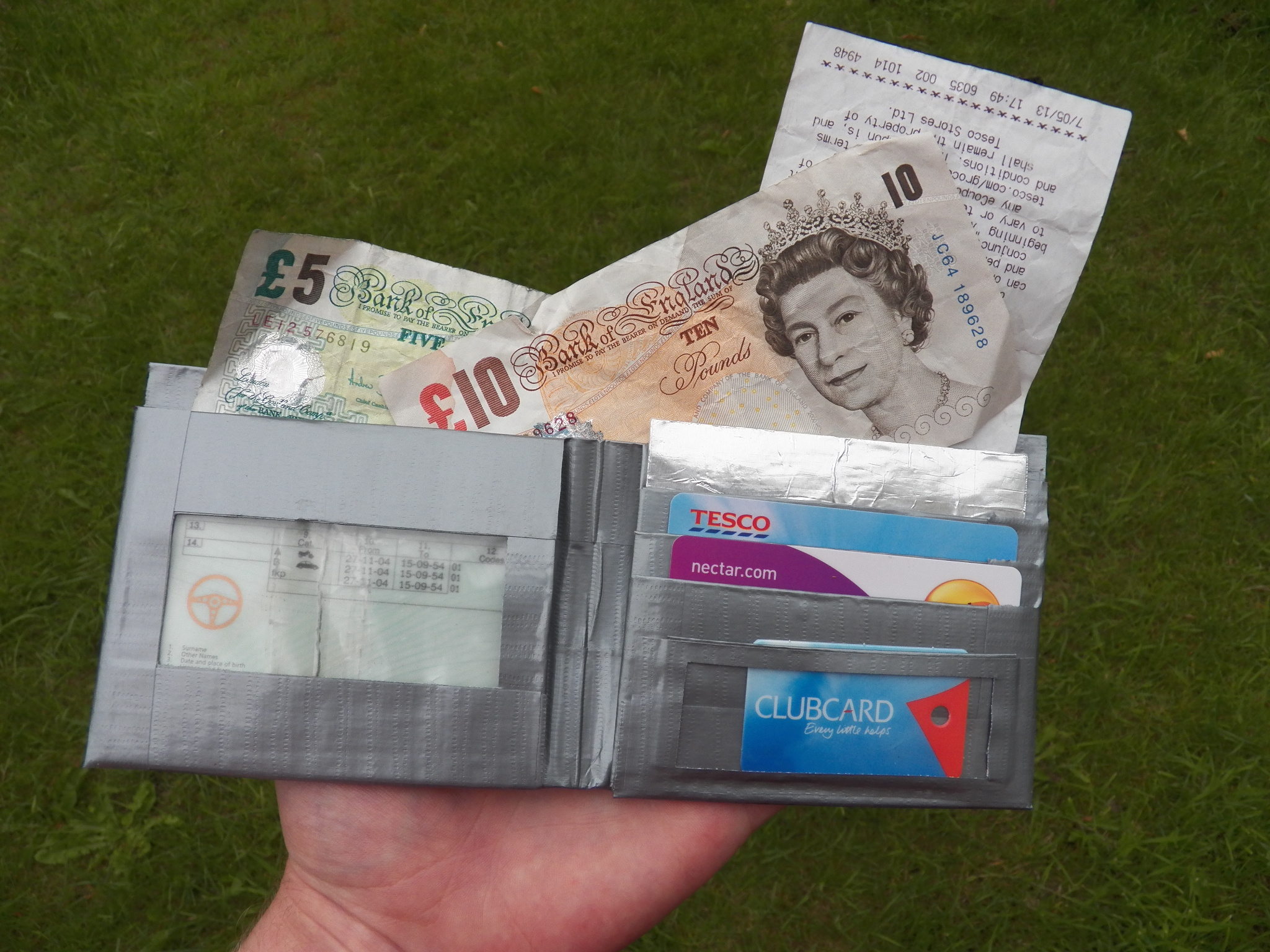
Un portafoglio realizzato con del nastro adesivo telato.

Il nastro adesivo telato ha guadagnato grande notorietà nella cultura popolare, per via della sua grande resistenza e facilità di impiego in innumerevoli applicazioni, spesso non convenzionali.
La duct tape occlusion therapy (DTOT, terapia con occlusione di nastro telato) è un metodo popolare che dovrebbe curare le verruche coprendole con nastro telato per un lungo periodo. Nonostante alcuni possibili risultati positivi non vi sono riscontri concreti sull'efficacia del metodo, che non è raccomandato come trattamento terapeutico.
Un altro impiego particolare è stato per risolvere il noto problema dell'antenna dell'iPhone 4, come soluzione alternativa all'uso di una custodia.

### Nella cultura di massa

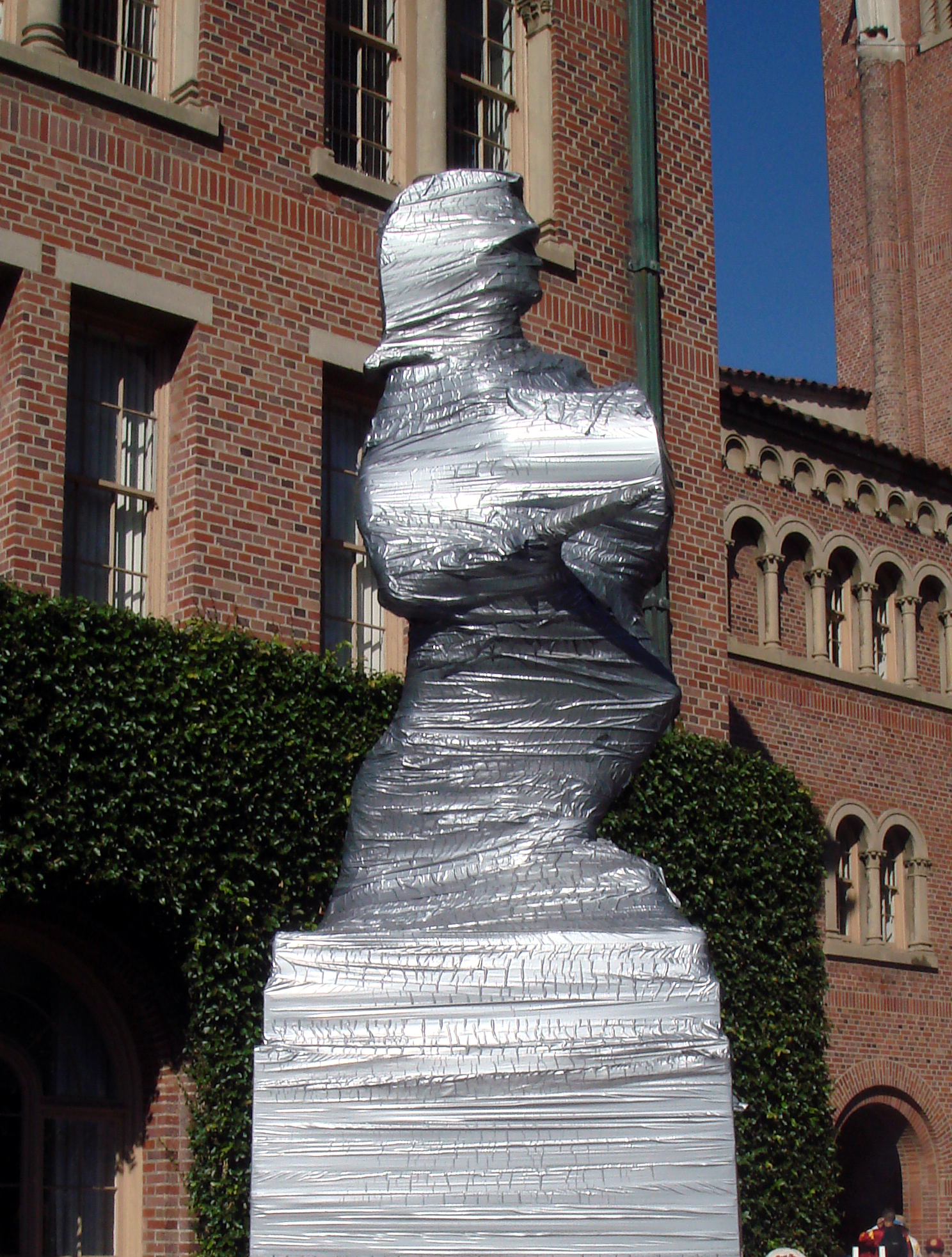
Statua di Tommy Trojan presso la University of Southern California, avvolta nel nastro telato prima di una partita di football.

Jim Berg e Tim Nyberg, noti come The Duct Tape Guys, hanno scritto diversi libri divenuti celebri che propongono usi creativi del nastro adesivo telato. I loro testi più venduti hanno superato il milione e mezzo di copie. Una loro massima, coniata nel 1994, afferma "it ain't broke, it just lacks duct tape" (non è rotto, solo gli manca del nastro adesivo telato"), successivamente integrata in un libro dell'anno successivo che trattava le applicazioni del lubrificante WD-40: "Two rules get you through life: If it's stuck and it's not supposed to be, WD-40 it. If it's not stuck and it's supposed to be, duct tape it" (Due regole ti faranno andare avanti nella vita: se è bloccato e non dovrebbe esserlo, usa il WD-40, se non è bloccato e dovrebbe esserlo, usa il nastro adesivo telato).
Il protagonista della sitcom canadese The Red Green Show usa spesso il nastro adesivo telato (che soprannomina "l'arma segreta del tuttofare") per impieghi più o meno convenzionali. La serie ha mostrato anche creazioni di nastro telato prodotte dai fan, e ha prodotto un film intitolato Duct Tape Forever e diverse VHS/DVD che mostravano l'uso del nastro. Dal 2000 l'interprete del personaggio protagonista della serie, l'attore Steve Smith, è diventato "Ambasciatore del nastro telato Scotch" per la 3M.
La serie televisiva MythBusters, prodotta da Discovery Communications, ha dedicato diversi episodi per mettere alla prova alcuni miti legati agli impieghi non convenzionali del nastro adesivo telato. Hanno confermato i miti secondo cui si può sospendere una macchina con il nastro telato, legare una macchina a un palo e impedirle di muoversi, e hanno costruito interamente con nastro telato un cannone funzionante, una barca a vela, una canoa a due posti con pagaia, delle scarpe indossabili, un contenitore ermetico, delle funi, un'amaca in grado di sostenere il peso di un adulto, un ponte sospeso lungo trenta metri. Nell'episodio Duct Tape Hour 2 i MythBusters hanno riparato una macchina estremamente danneggiata usando solo il nastro adesivo telato, mostrando che la riparazione resisteva anche a una guida ruvida su un terreno accidentato, mentre in Duct Tape Plane hanno riparato (e alla fine sostituito completamente) il rivestimento di un aereo leggero con del nastro telato, facendolo poi volare a un'altezza di alcuni metri.